# 日本ミックスダブルスカーリング選手権大会
日本ミックスダブルスカーリング選手権大会（にほんミックスダブルスカーリングせんしゅけんたいかい）は、日本カーリング協会が主催する混合ダブルスカーリングの全国大会。

## 歴史
第1回は2007年12月に北見市常呂町カーリングホールで開催。第3回までは12月の開催だったが、第4回以降は2月下旬から3月上旬頃に時期を移した。
第10回（2017年）より全国農業協同組合連合会（JA全農）が冠協賛し全農日本ミックスダブルスカーリング選手権大会として開催。

## 大会方式
参加チームをブロックに分けリーグ戦を行う。

## 歴代大会
| 開催年 (回)   | 会場                                       | 優勝                      | 準優勝                    | 3位                       |
| ------------- | ------------------------------------------ | ------------------------- | ------------------------- | ------------------------- |
| 2007 (第1回)  | 北見市常呂町カーリングホール               | 平美智子 / 苫米地賢司     | 小笠原歩 / 敦賀信人       | 小野寺佳歩 / 小野寺亮二   |
| 2008 (第2回)  | スカップ軽井沢                             | 松田敦子 / 大野福公       | 松村なぎさ / 松村保       | 苫米地美智子 / 苫米地賢司 |
| 2009 (第3回)  | 青森市スポーツ会館カーリングホール         | 竹田智子 / 竹田直将       | 苫米地美智子 / 苫米地賢司 | 松村なぎさ / 松村保       |
| 2011 (第4回)  | スカップ軽井沢                             | 苫米地美智子 / 苫米地賢司 | 相馬由佳 / 藤沢健人       | 竹田智子 / 竹田直将       |
| 2012 (第5回)  | 北見市常呂町カーリングホール               | 苫米地美智子 / 苫米地賢司 | 村上由加 / 大野福公       | 佐々木ミカ / 佐々木憲也   |
| 2013 (第6回)  | スカップ軽井沢                             | 佐藤由美子 / 柏木寛昭     | 竹田智子 / 竹田直将       | 佐藤みつき / 持田靖夫     |
| 2014 (第7回)  | みちぎんドリームスタジアムカーリングホール | 佐藤みつき / 持田靖夫     | 三浦好子 / 似里浩志       | 強力真由美 / 山本裕志     |
| 2015 (第8回)  | 軽井沢アイスパーク                         | 苫米地美智子 / 苫米地賢司 | 望月采美 / 水上駿太       | 竹田智子 / 竹田直将       |
| 2016 (第9回)  | 妹背牛町カーリングホール                   | 荒木絵理 / 蒔苗匠馬       | 藤井春香 / 青木豪         | 宿谷奈苗 / 宿谷涼太郎     |
| 2017 (第10回) | アドヴィックス常呂カーリングホール         | 小笠原歩 / 阿部晋也       | 藤井春香 / 青木豪         | 吉村紗也香 / 松村雄太     |
| 2018 (第11回) | みちぎんドリームスタジアムカーリングホール | 藤澤五月 / 山口剛史       | 北澤育恵 / 平田洸介       | 吉田知那美 / 清水徹郎     |
| 2019 (第12回) | 軽井沢アイスパーク                         | 藤澤五月 / 山口剛史       | 鈴木夕湖 / 平田洸介       | 吉村紗也香 / 宿谷涼太郎   |
| 2020 (第13回) | どうぎんカーリングスタジアム               | 松村千秋 / 谷田康真       | 藤澤五月 / 山口剛史       | 吉田知那美 / 清水徹郎     |
| 2021 (第14回) | みちぎんドリームスタジアムカーリングホール | 吉田夕梨花 / 松村雄太     | 松村千秋 / 谷田康真       | 小穴桃里 / 青木豪         |
| 2022 (第15回) | 札幌市どうぎんカーリングスタジアム         | 中止                      | 中止                      | 中止                      |
| 2023 (第16回) | 稚内市みどりスポーツパーク                 | 松村千秋 / 谷田康真       | 小穴桃里 / 青木豪         | 吉田夕梨花 / 松村雄太     |
| 2024 (第17回) | 軽井沢アイスパーク                         | 上野美優 / 山口剛史       | 小野寺佳歩 / 前田拓海     | 小穴桃里 / 青木豪         |
| 2024 (第18回) | 稚内市みどりスポーツパーク                 | 松村千秋 / 谷田康真       | 小穴桃里 / 青木豪         | 北澤育恵 / 臼井槙吾       |